# Luxor Co.
 (транскр.  Луксор ко.) је српско дистрибутерско предузеће. Основано је 1992. године од стране пословног човека Ратомира Кутлешића. Седиште предузећа налази се на адреси Браће Јерковић 117в, Београд.
Првобитно основана као самостална, Luxor Co. је због великог броја послова које обавља постала део предузећа Luxor System. Luxor Co. чини највећи део управног тела предузећа Luxor System и управља и развија идејама предузећа. Први производ предузећа било је издаваштво, када је Luxor Co. прикупио домаће ауторе и издао стрипове.